# Neuwelthäher

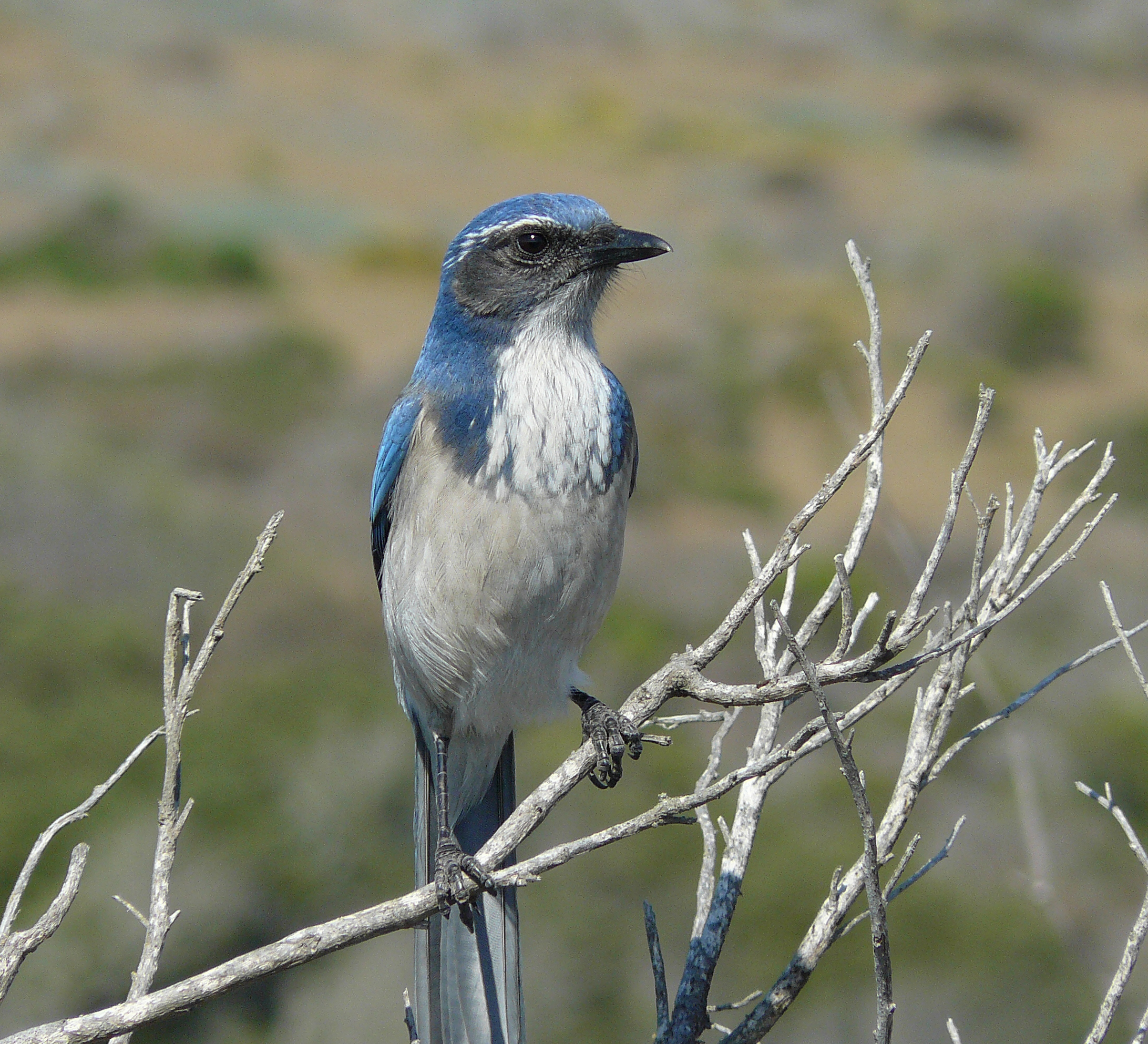
Kalifornienhäher (Aphelocoma californica)

Die Neuwelthäher (veraltet Blauhäher) sind eine Vogelgruppe innerhalb der Familie der Rabenvögel (Corvidae). Sie umfassen alle Gattungen der Familien, die ausschließlich in Amerika vorkommen. Sie zeigen mehrere Gemeinsamkeiten, die sie vom Rest der Familie unterscheiden, beispielsweise im Gefieder oder der Anatomie des Kiefergelenkes.
Die Neuwelthäher waren die ersten Rabenvögel, die den amerikanischen Kontinent erreichten und sich dort etablieren konnten. Obwohl sie monophyletisch sind, also alle von einem gemeinsamen Vorfahren abstammen, sind die Neuwelthäher kein Taxon im eigentlichen Sinne. Informell wird diese Klade zuweilen als Unterfamilie Cyanocoracinae geführt.

## Merkmale
Die Neuwelthäher sind kleine bis mittelgroße Rabenvögel. Mit dem nur etwa 40 g schweren Zwerghäher (Cyanolyca nana) umfassen sie den kleinsten Vertreter der Familie Corvidae. Fast alle Arten haben zehn Armschwingen, die einzige Ausnahme bildet der Nacktschnabelhäher (Gymnorhinus cyanocephalus) mit elf. Blaues Gefieder ist unter den Neuwelthähern sehr häufig, außerhalb der Gruppe unter Rabenvögeln dagegen vergleichsweise selten. Es wird nicht durch Pigmente, sondern durch die Mikrostruktur der Federn gebildet, die Licht auf spezifische Weise bricht und reflektiert. Gleichwohl gibt es auch einige wenige Arten der Neuwelthäher, etwa den Braunhäher (Cyanocorax morio), die kaum oder überhaupt keine blauen Federpartien aufweisen.
Alle Neuwelthäher besitzen eine charakteristische Kiefermorphologie, die eine Anpassung an das Aufhacken von Nüssen und Samen darstellt: Das Unterkiefergelenk stützt den Unterschnabel durch eine Einbuchtung am Ende des Kieferknochens. Das ermöglicht es den Neuwelthähern, den Unterkiefer auch bei geöffnetem Schnabel als Meißel oder Spieß einzusetzen und mit dem Oberschnabel gleichzeitig die Schale der Samen zu entfernen. Dadurch können etwa Eicheln oder Erdnüsse sehr schnell und effektiv geöffnet werden. Dieses Merkmal ist bei den ursprünglicheren Dohlenhähern (Cyanolyca) relativ schwach, bei den jüngeren Blauraben (Cyanocorax) und nordamerikanischen Neuwelthähern hingegen stark ausgeprägt.

## Systematik und Entwicklungsgeschichte
Die Neuwelthäher sind monophyletisch, stammen also vor einem gemeinsamen Vorfahren ab. Dieser Vorläufer der heutigen Arten ähnelte wahrscheinlich der ostasiatischen Blauelster (Cyanopica cyana) und wanderte im späten Miozän vor 8–10 Millionen Jahren nach Nordamerika ein. Im damaligen Warmklima bestand zwischen Eurasien und Nordamerika eine Landbrücke mit weitläufigen Laubwäldern, die die Ausbreitung des Neuwelthäher-Vorfahren begünstigte. Im Pliozän vor 5,3–3,6 Millionen Jahren stießen mehrere Arten unabhängig voneinander über den entstehenden Isthmus von Panama nach Südamerika vor.
Die Neuwelthäher umfassen 34 rezente und drei ausgestorbene Arten, die sich auf insgesamt neun Gattungen verteilen. Neben diesen Gattungen werden bisweilen auch noch zwei weitere anerkannt, die monotypischen Braunhäher (Psilorhinus) und Calocitta mit zwei Arten. Beide Gattungen stehen jedoch systematisch innerhalb der Blauraben (Cyanocorax), womit diese Gattung entweder geteilt werden müsste oder aber zur Wahrung ihrer Monophylie auch Calocitta und Psilorhinus umfassen muss. DNA-Untersuchungen weisen auch darauf hin, dass die Blauraben einige bisher nicht erkannte Kryptospezies enthalten, womit sich die Zahl der bekannten Neuwelthäher-Arten weiter erhöhen könnte.
Die ursprünglichsten lebenden Neuwelthäher gehören der Gattung Cyanolyca an. Sie stellen eine frühe Radiation in Mittelamerika dar und besiedelten später auch Südamerika. Ebenfalls in Mittelamerika entwickelten sich die Blauraben. Eine jüngere Gruppe bilden der Nacktschnabelhäher (Gymnorhinus) sowie die Buschhäher (Aphelocoma) und Schopfhäher (Cyanocitta), die überwiegend in Nordamerika verbreitet sind.
Die fossilen Gattungen Henocitta und Protocitta aus dem späten Pleistozän Nordamerikas sind wahrscheinlich nahe mit den Blauraben verwandt. Miocitta aus dem späten Miozän von Colorado ist dagegen die älteste bekannte Form der Neuwelthäher.